# Arrondissement Prades
Prades is een arrondissement van het Franse departement Pyrénées-Orientales in de regio Occitanie. De onderprefectuur is Prades.

## Kantons
Het arrondissement was tot 2014 samengesteld uit de volgende kantons:
- Kanton Mont-Louis
- Kanton Olette
- Kanton Prades
- Kanton Saillagouse
- Kanton Sournia
- Kanton Vinça

Na de herindeling van de kantons bij decreet van 26 februari 2014, met uitwerking op 22 maart 2015, omvat het arrondissement:
- Kanton Le Canigou (deel: 25/41 )
- Kanton Les Pyrénées catalanes
- Kanton La Vallée de l'Agly (deel: 28/38)
- Kanton La Vallée de la Têt (deel: 8/10)